# 河谷鎮之役
河谷鎮之役（Battle of Dale）是英國作家托爾金奇幻作品《魔戒》裡的虛構戰爭，屬於魔戒聖戰的一部分。在更早時同一地點爆發了一場戰爭，該戰爭導致矮人王國的重建，稱為五軍之戰。
孤山矮人及河谷鎮的人類不接受索倫的統治，也不願意加入索倫的聯盟。當索倫舉軍入侵剛鐸時，東方人亦在北方開始策動攻勢，牽制敵軍。
第三紀元3019年3月17日，索倫派遣東方人進攻河谷鎮。河谷鎮國王布蘭德及孤山國王丹恩·鐵足組成聯軍迎戰。雖然聯軍擁有矮人打造的上佳兵器，但敵軍數量浩大。經過三天的激戰，聯軍退守孤山，由布蘭德及丹恩·鐵足親自率領的戰士在孤山下作戰英勇，孤山幸保不失，但丹恩為了援護布蘭德而戰死，孤山被圍。
3月25日，剛鐸及洛汗聯軍在南部戰線擊敗了索倫的主力部隊，使仍在北方作戰的東方人失了主心。河谷鎮及孤山的新國王巴德二世及索林三世見敵軍士氣受挫，於3月27日率軍奮力突圍，擊敗東方人。
此戰對中土大陸的未來意義重大，因至尊魔戒的命運直接促成魔戒聖戰的結果，故此戰沒有改變魔戒聖戰的結果。由於索倫分兵進攻羅瑞安及瑞文戴爾，如果索倫的東方人軍隊迅速取得勝利，可讓他們跟多爾哥多的軍隊裡應外合進攻幽暗密林，造成極大的破壞，遠至伊利雅德也可能會被摧毀。
戰後，河谷鎮得到重建，巴德二世及索林三世均遣使參與伊力薩王的加冕禮。後來，曾與亞拉岡並肩作戰的金靂帶領許多矮人南下，在聖盔谷的閃耀洞穴愛加拉隆殖民。
小說《魔戒三部曲：王者再臨》的附錄記載了此戰。